# Hollenegg

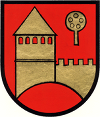
Wappen der früheren Gemeinde Hollenegg

Hollenegg ist ein Ort in der westlichen Steiermark. Er war bis Ende 2014 eine Gemeinde mit 2077 Einwohnern (Stand 2014) im Bezirk Deutschlandsberg in der Steiermark. Im Rahmen der steiermärkischen Gemeindestrukturreform wurde Hollenegg 2015 mit den Gemeinden Schwanberg, Gressenberg und Garanas zusammengeschlossen, die neue Gemeinde führt den Namen Schwanberg weiter. Grundlage dafür ist das Steiermärkische Gemeindestrukturreformgesetz – StGsrG. Eine Beschwerde, die von der Gemeinde gegen die Zusammenlegung beim Verfassungsgerichtshof eingebracht wurde, war nicht erfolgreich.

## Geografie
Hollenegg liegt im weststeirischen Sulmtal.

### Gliederung
Hollenegg umfasste acht Ortschaften (in Klammern Einwohnerzahl Stand 31. Oktober 2011):
- Aichegg (464)
- Hohlbach (313)
- Hollenegg (221)
- Kresbach (435)
- Kruckenberg (56)
- Neuberg (183)
- Rettenbach (162)
- Trag (301)

Die Gemeinde Hollenegg bestand aus sieben Katastralgemeinden Aichegg, Hohlbach, Hollenegg, Kresbach, Neuberg, Rettenbach-Hollenegg und Trag.

### Eingemeindungen und Nachbarorte
Am 1. Jänner 1975 wurde die Gemeinde Kruckenberg aufgeteilt und ihr Gebiet nach Hollenegg und Trahütten eingemeindet.
Nachbarorte sind Deutschlandsberg, Frauental, St. Peter im Sulmtal, Bad Schwanberg und Trahütten.

## Geschichte
In der Katastralgemeinde Rettenbach im Bereich des Anwesens vlg. Stadelhofer (Stadelhoferwald, links des Stullneggbaches) befindet sich eine archäologische Fundstelle mit fünf Hügelgräbern (Tumuli) aus der römischen Kaiserzeit. Die Stelle wurde in den Jahren nach 1880 untersucht, es stellte sich heraus, dass die Gräber nicht mehr ungestört waren und keine wichtigen Funde mehr gemacht werden konnten. Publikationen, die diese Fundstelle der gleichnamigen Katastralgemeinde Rettenbach in der früheren Gemeinde Kloster zuordnen, sind unrichtig, es liegt eine Verwechslung vor. Neben dieser Ausgrabung gibt es in Hollenegg, so im Bereich Trag, eine Reihe anderer archäologischer Fundstätten.

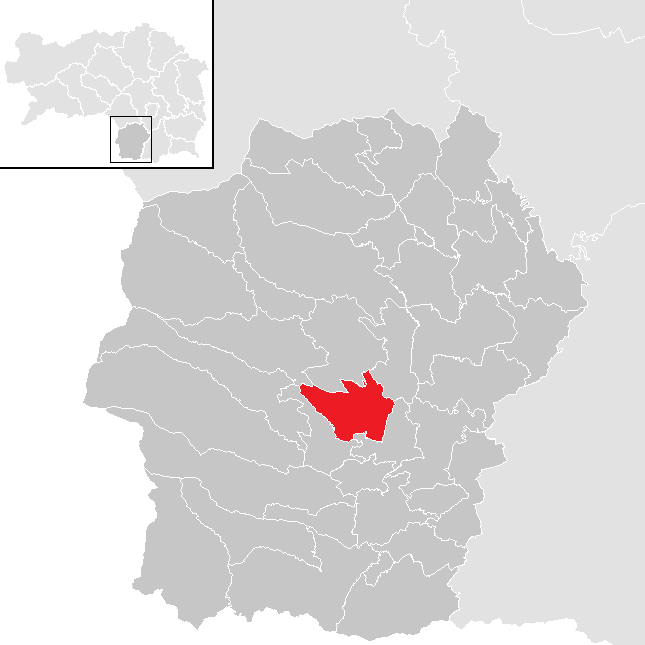
Lage der früheren Gemeinde Hollenegg im Bezirk Deutschlandsberg mit den Gemeindegrenzen bis Ende 2014

Eine Burg Hollenegg wurde 1165 erstmals erwähnt. Der Ort war Teil der 1122 entstandenen Mark Steiermark, die 1180 als Herzogtum Steiermark von Bayern getrennt wurde. Ab 1192 wurde das Gebiet durch die Babenberger in Personalunion zwischen Österreich und der Steiermark regiert. Von 1282 bis 1918 stand das Gebiet unter der Herrschaft der Habsburger. Hollenegg lag nach der Gliederung der Steiermark in der frühen Neuzeit im „Viertel zwischen Mur und Drau“, aus dem sich ab 1749 bis zur Verwaltungsreform der Jahre nach 1848 der Marburger Kreis bildete, ab dann im Grazer Kreis. Am 6. November 1918 kam Hollenegg als Teil der Steiermark zur Republik Deutsch-Österreich. Nach der Annexion Österreichs 1938 kam es zum Reichsgau Steiermark, 1945 bis 1955 war es Teil der britischen Besatzungszone in Österreich.
Daten zur Gründung der Ortsgemeinde Hollenegg sind in den Unterlagen der Gemeindeneuordnung 1850 kundgemacht.

## Kultur und Sehenswürdigkeiten
Die ursprüngliche Burg von Hollenegg war ein befestigter Hausberg (Turmburg, Motte). Dieses „Alt-Hollenegg“ befand sich ungefähr 300 Meter nördlich und 50 Meter tiefer als das Schloss Hollenegg. Die Anlage wurde 1999/2000 archäologisch untersucht. Sie gehört zu den größeren Anlagen dieser Art. Ihre Reste sind in einem Waldstück noch erkennbar. Eine Motte ist eine einfache Verteidigungsanlage auf einem Hügel, bestehend aus Erdhaufen und Befestigungen aus Holz. Ein Gebäude innerhalb der Befestigung war ebenfalls ein Holzbau, konnte aber auch aus Fachwerk oder Stein bestehen. Der Mottenhügel Nr. 1 wird spätestens in das 12. Jahrhundert datiert, ein Hügel Nr. 2 in das 13. Jahrhundert.
In weiterer Folge wurde der Ort mit Wohn- und Wirtschaftsgebäuden und einer Zisterne ausgebaut. Die Anlage war 2006 im Schloss Hollenegg eines der Themen der internationalen Tagung „Motte – Turmhügelburg – Hausberg. Zum Europäischen Forschungsstand eines mittelalterlichen Burgentypus“. Fundstücke wie Gläser und Waffenteile zeugen vom Wohlstand der Besitzer. Ende des 14. Jahrhunderts scheinen die Gebäude abgetragen worden zu sein, dass dies mit dem Ausbau des Schlosses Hollenegg in Verbindung steht, ist aber nicht belegbar.
Im hinteren Teil der Stullnegg befindet sich die Ruine Spangstein, das „Ahnherrschloss“ (auch Annaherrn, Arnhern genannt). Das Gebäude wurde Mitte des 13. Jahrhunderts von Dienstmannen der Pettauer erbaut. Sie wird in der Bevölkerung mit einer grausamen Sage in Verbindung gebracht, in der eine Tochter des Burgherrn, die sich weigerte, gegen ihren Willen verheiratet zu werden, von ihrem Vater getötet wurde. Die Burg ist stetigem Verfall ausgeliefert, wo um 1950 noch etliche Gebäude zu erkennen waren, sind heute nur noch wenige Reste vorhanden. Die Anlage gehörte zu einer Reihe von Burgen und befestigten Plätzen im Bereich von Schwanberg, welche die dort liegenden Übergänge über die Koralm zu bewachen hatten.

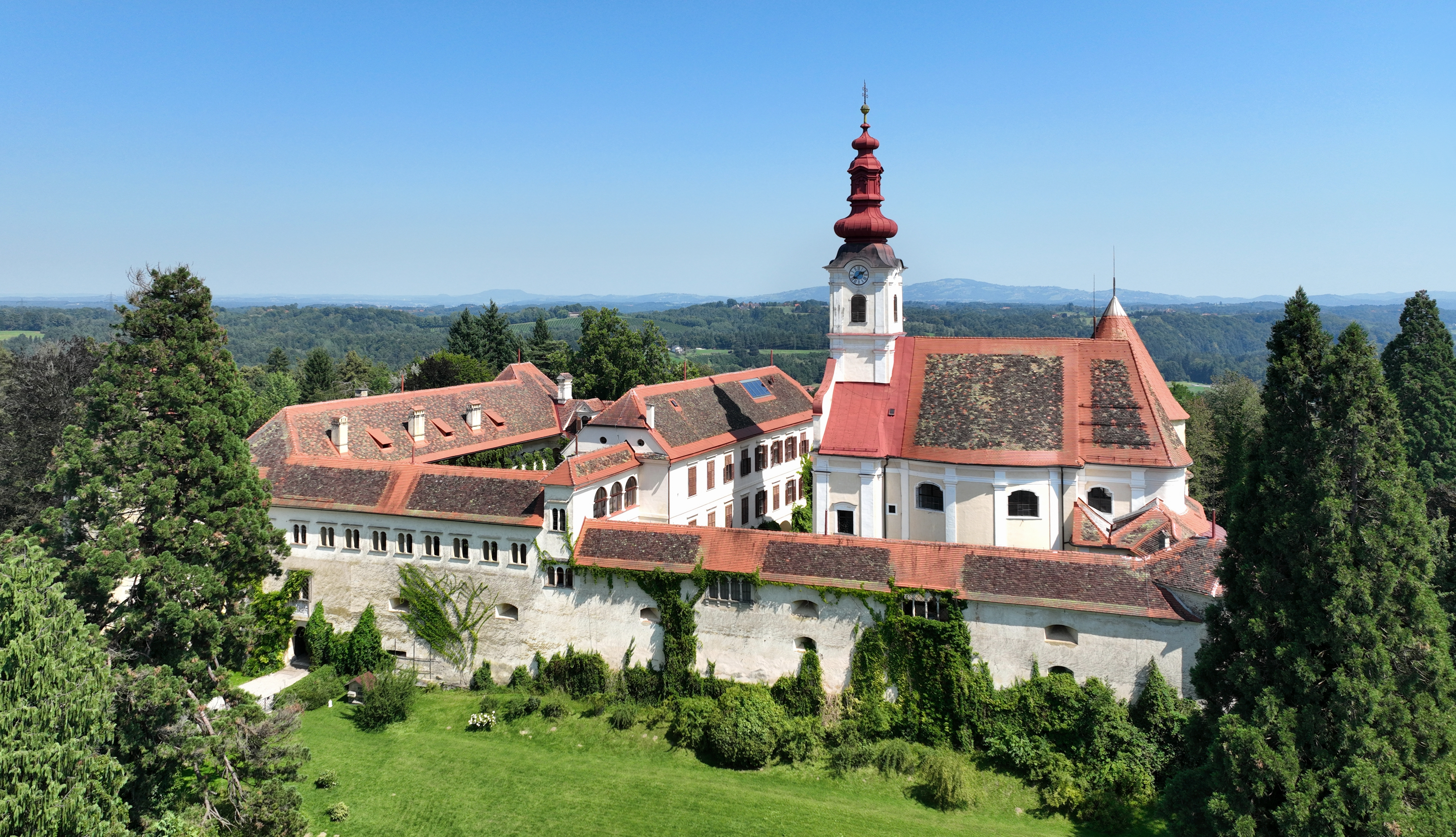
Schloss Hollenegg

Die Burg Neu-Hollenegg, heute Schloss Hollenegg, wurde um 1570 durch Francesco Marmoro ausgebaut und ist seit 1821 im Besitz der Fürsten Liechtenstein. Dieses Schloss wurde damals mit der Grundherrschaft Deutschlandsberg-Hollenegg von Fürst Johann I. Josef für seinen Sohn Franz de Paula, dem Urgroßvater des Staatsoberhauptes von Liechtenstein Franz Josef II. angekauft. Bedeutend ist auch der Schlosspark.
Die Pfarrkirche Hollenegg, dem Hl. Ägydius geweiht, steht mittig im zweiten Hof vom Schloss Hollenegg. Sie ist urkundlich um 1165 erwähnt, als Pfarre ist Hollenegg erstmals 1445 genannt. Ein Neubau erfolgte 1778. Die Kirche erhielt 1891 eine neue Orgel, die bisherige Orgel wurde nach St. Wolfgang übertragen.
St. Wolfgang ob Hollenegg (allgemein als Wolfgangikirche bekannt) ist eine kleine Wallfahrtskirche inmitten des Friedhofs auf einer Anhöhe (767 m) oberhalb von Hollenegg. Sie bietet einen Panoramablick über die Ost-, Süd- und Weststeiermark. Die Kirche ist 1494 in gotischem Stil erbaut, nur ihr Chor ist erhalten. Der Hochaltar vom zweiten Viertel des 17. Jahrhunderts zeigt den Hl. Wolfgang, mit der Gottesmutter Maria und weiteren Heiligen. Die Orgel wurde aus der Pfarrkirche hierher übertragen, sie wird um das Jahr 1780 datiert.
Die Patrizikirche ist wie St. Wolfgang eine Localie der Pfarrkirche, sie ist dem Hl. Patrizius geweiht und bestand schon vor 1599, ist aber erst 1735 urkundlich erwähnt. In der Zeit der Glaubensstreitigkeiten war sie die Kirche der Katholiken, während die Schlosskirche der evangelischen Lehre diente. Ihre Orgel aus der Zeit um 1800 ist die ehemalige Orgel der Kirche St. Wolfgang. Die Kirche wurde 1777 unter Benützung einer älteren Apsis vom Baumeister der Schlosskirche erbaut.

## Wandern in Hollenegg
Eine der schönsten Wanderungen führt vom Bahnhof Hollenegg oder vom Parkplatz beim Schloss Hollenegg vorbei an der Patrizikirche über die Klementkapelle zum Kreuzwehstein (Teufelsstein) und weiter über den „Messnerbauer“ zur Wallfahrtskirche St. Wolfgang, von dort weiter zum Gasthaus Gregorhansl und über die Wieserheuselkapelle nach Deutschlandsberg.

## Politik

Gemeindekundmachung 1850: Hollenegg entstand aus mehreren Katastralgemeinden und gehörte anfangs zur Bezirkshauptmannschaft Stainz

### Gemeinderat
Der Gemeinderat bestand zuletzt aus 15 Mitgliedern und setzte sich seit der Gemeinderatswahl 2010 aus Mandaten der folgenden Parteien zusammen:
- 10 ÖVP – stellte den Bürgermeister und den Vizebürgermeister
- 4 SPÖ – stellte den Kassier
- 1 FPÖ

### Bürgermeister
Letzter Bürgermeister war Karl Koch.

### Wappen
Die Verleihung des Gemeindewappens erfolgte mit Wirkung vom 1. Juli 1979, die Wappenbeschreibung lautet:
„Im roten Schild auf rotem Hügel rechts gerückt ein goldener Rundturm mit zwei durch eine Lisene gegliederten Geschossen sowie Spitzdach und fünf rundbogigen, offenen Fenstern in der oberen Hälfte des Obergeschosses; an den Turm stößt eine vom linken Schildrand ausgehende goldene Zinnenmauer, die von einer goldenen Dalkenpfanne überhöht wird.“

## Persönlichkeiten

### Ehrenbürger
- 1979 Friedrich Niederl (1920–2012), Landeshauptmann

## Historische Landkarten

Das Gebiet von Hollenegg in den drei Landesaufnahmen in der Zeit von ca. 1789 bis 1910
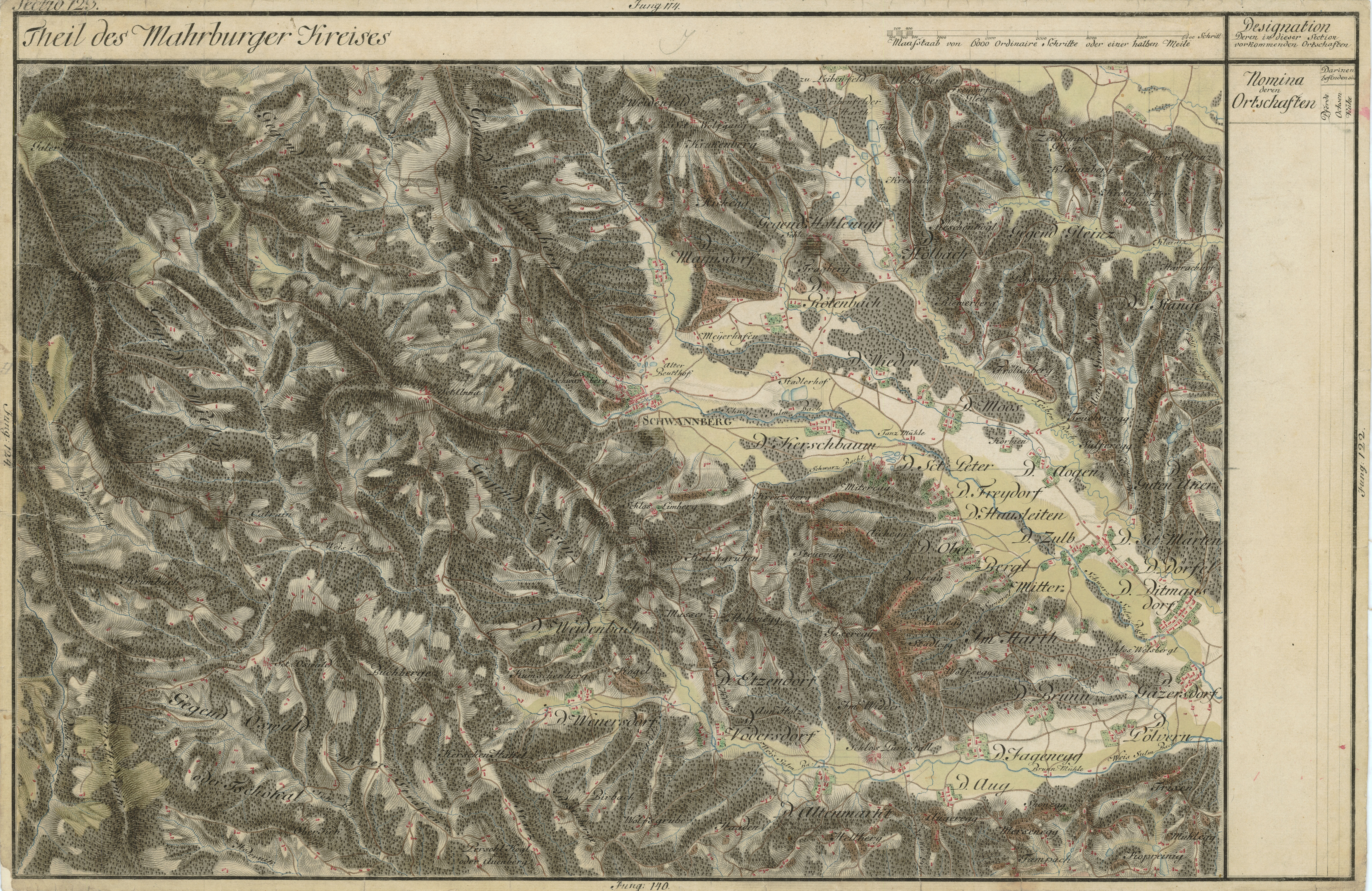
„Gegend Hohlenegg“ und Schloss in der Josephinischen Landesaufnahme, um 1790
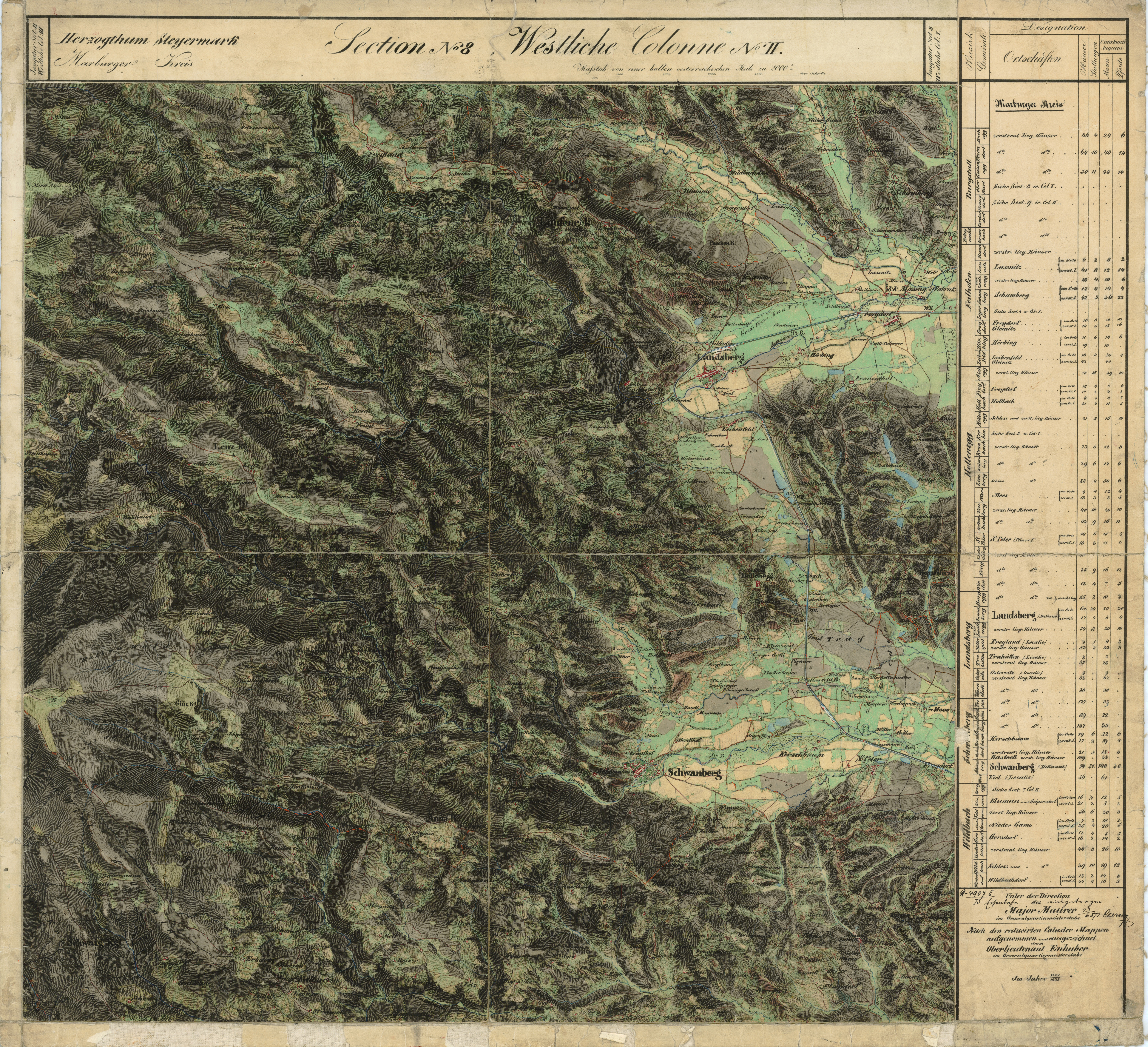
Hollenegg südlich von Deutschlandsberg in der Franziszeischen Landesaufnahme, ca. 1835
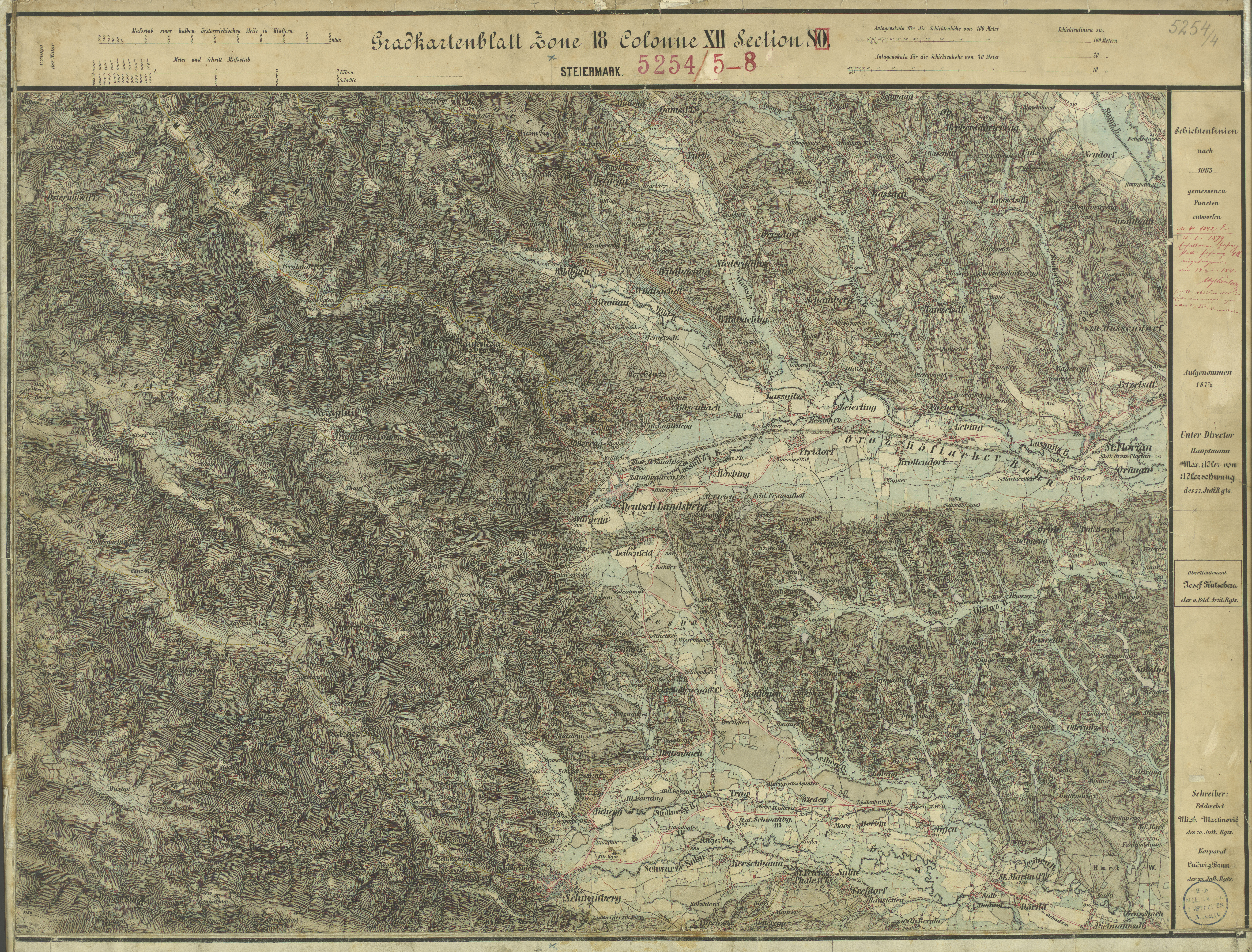
Aufnahmeblatt der franzisco-josephinischen Landesaufnahme, um 1878
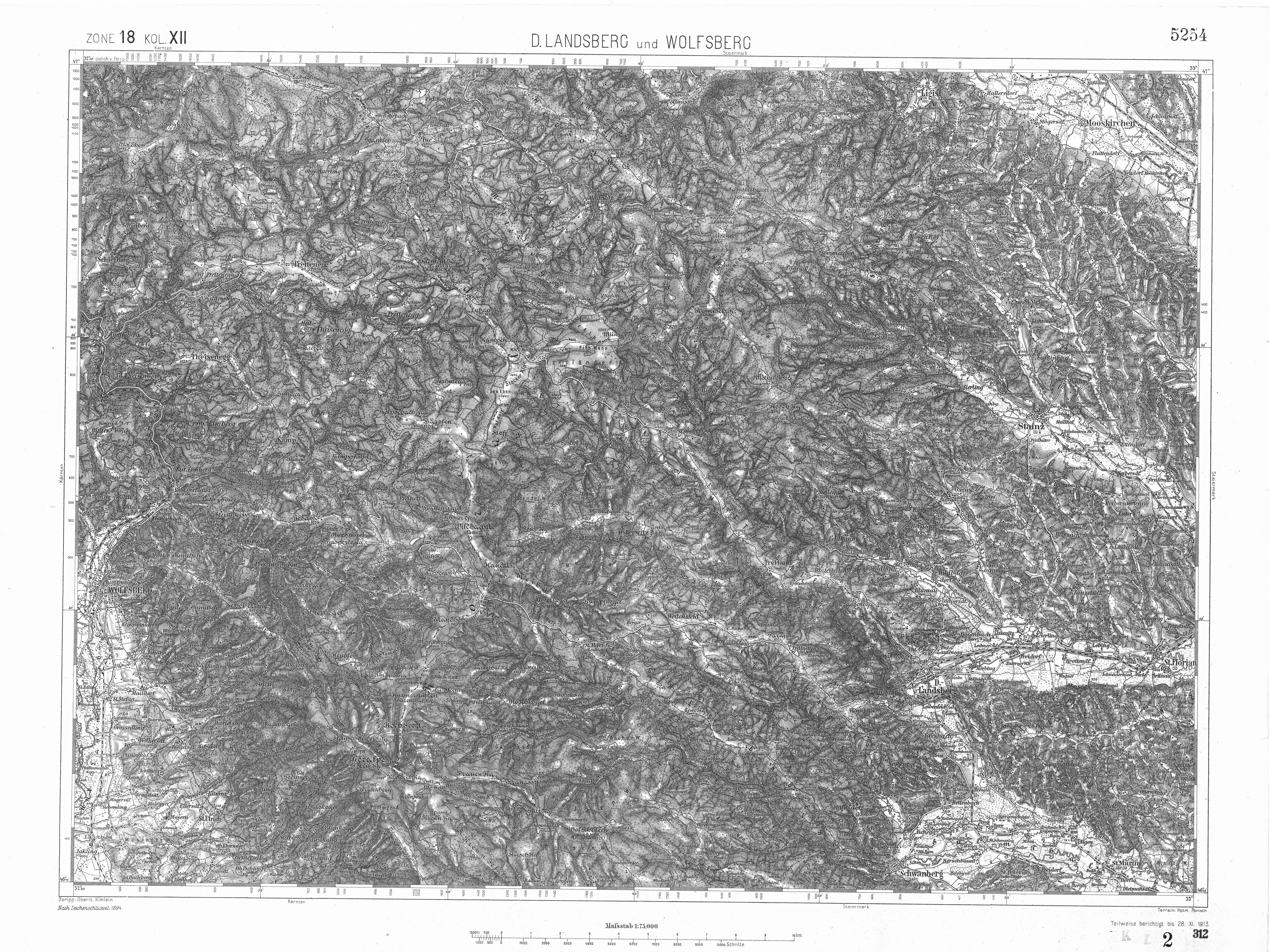
Spezialkarte, ca. 1910